# Associazione Calcio Savoia 1908 1988-1989
Questa voce raccoglie le informazioni riguardanti il Savoia nelle competizioni ufficiali della stagione 1988-1989.

## Stagione
La stagione 1988-1989 fu la 67ª stagione sportiva del Savoia.

Cambio della guardia al timone della società, dopo 12 anni il club passa dal duo Gallo-Immobile nelle mani della famiglia Farinelli.

La panchina è affidata a Ciro Vesce, un ex calciatore biancoscudato, ma ottiene solo due pareggi nelle prime sette partite. Lo sostituisce Mario Schettino che ottiene nelle successive cinque gare, due vittorie e tre pareggi.

Dopo l'ultima gara disputata al Giraud del 13 novembre, lo stadio subisce interventi di ristrutturazione, per cui le gare casalinghe verranno giocate a Boscotrecase, tranne la gara interna con l'Angri, persa 0-1, disputata ad Ercolano.

Le successive cinque gare interne fanno registrare altrettante vittorie, a cui non fanno seguito buoni risultati in trasferta.

Grazie alle tre vittorie consecutive tra la 31ª e la 33ª giornata, il Savoia arriva a giocarsi la salvezza all'ultima di campionato, in trasferta contro la Sarnese, diretta concorrente, con un punto di vantaggio. Lo 0-0 permette al club di tenere la categoria e condannare i rivali alla retrocessione.

## Divise e sponsor
| Casa |

## Organigramma societario
Area direttiva
- Presidente: Pasquale Farinelli
- Vice Presidente: Luigi Farinelli e Umberto Farinelli

Area organizzativa
- Segretario: Giuseppe Sasso

Area tecnica
- Direttore Sportivo: Felicio Ferraro
- Allenatore: Ciro Vesce poi
Mario Schettino

Area sanitaria
- Medico sociale: Dott. Antonio Ciniglio
- Massaggiatore: Andrea Vecchione

## Rosa
| N. |                   | Ruolo | Calciatore                  |
| -- | ----------------- | ----- | --------------------------- |
|    | Italia (bandiera) | P     | Vincenzo Di Muro            |
|    | Italia (bandiera) | P     | Giuseppe Malafronte         |
|    | Italia (bandiera) | D     | Francesco Esposito          |
|    | Italia (bandiera) | D     | Giovanni Micillo            |
|    | Italia (bandiera) | D     | Alberto Milillo             |
|    | Italia (bandiera) | D     | Diego Toledo                |
|    | Italia (bandiera) | C     | Antonio Marasco             |
|    | Italia (bandiera) | A     | Antonio Barbera             |
|    | Italia (bandiera) | A     | Pasquale Cardamuro          |
|    | Italia (bandiera) | A     | Pellegrino Gaito (capitano) |
|    | Italia (bandiera) | A     | Osvaldo Melfi               |
|    | Italia (bandiera) |       | Ruggiero                    |
|    | Italia (bandiera) |       | Amoruso                     |
|    | Italia (bandiera) |       | Giovanni Caccavale          |

| N. |                   | Ruolo | Calciatore      |
| -- | ----------------- | ----- | --------------- |
|    | Italia (bandiera) |       | Felice Castaldi |
|    | Italia (bandiera) |       | De Luca         |
|    | Italia (bandiera) |       | Filippo De Vita |
|    | Italia (bandiera) |       | Federico Fedele |
|    | Italia (bandiera) |       | Franzese        |
|    | Italia (bandiera) |       | Gargiulo        |
|    | Italia (bandiera) |       | Grimaldi        |
|    | Italia (bandiera) |       | Leone           |
|    | Italia (bandiera) |       | Mignogni        |
|    | Italia (bandiera) |       | Notaro          |
|    | Italia (bandiera) |       | Pezzullo        |
|    | Italia (bandiera) |       | Ivan Russo      |
|    | Italia (bandiera) |       | Saviano         |

## Calciomercato
| Acquisti | Acquisti | Acquisti | Acquisti   |
| R.       | Nome     | da       | Modalità   |
| -------- | -------- | -------- | ---------- |
|          |          |          | definitivo |

| Cessioni | Cessioni | Cessioni | Cessioni   |
| R.       | Nome     | a        | Modalità   |
| -------- | -------- | -------- | ---------- |
|          |          |          | definitivo |

## Risultati

### Nome campionato

#### Girone di andata
| Torre Annunziata 11 settembre 1988 1ª giornata | Savoia           | 0 – 1 | Portici | Stadio Alfredo Giraud\| Arbitro: \| Ledini (Messina) \| |
| Arbitro:                                       | Ledini (Messina) |       |         |                                                         |

| Nicastro 18 settembre 1988 2ª giornata | Adelaide Nicastro  | 2 – 1 | Savoia | Stadio Guido D'Ippolito\| Arbitro: \| Morgillo (Potenza) \| |
| Arbitro:                               | Morgillo (Potenza) |       |        |                                                             |

| San Rufo 25 settembre 1988 3ª giornata | Valdiano 85     | 1 – 0 | Savoia | Centro Sportivo Meridionale\| Arbitro: \| Mitro (Potenza) \| |
| Arbitro:                               | Mitro (Potenza) |       |        |                                                              |

| Torre Annunziata 2 ottobre 1988 4ª giornata | Savoia                | 1 – 1 | Chiaravalle | Stadio Alfredo Giraud\| Arbitro: \| De Pascalis (Bologna) \| |
| Arbitro:                                    | De Pascalis (Bologna) |       |             |                                                              |

| Solofra 9 ottobre 1988 5ª giornata | Solofra          | 3 – 0 | Savoia | \| Arbitro: \| Mercuri (Foggia) \| |
| Arbitro:                           | Mercuri (Foggia) |       |        |                                    |

| Torre Annunziata 16 ottobre 1988 6ª giornata | Savoia                  | 0 – 0 | Nuova Rosarnese | Stadio Alfredo Giraud\| Arbitro: \| Morgana (Caltanissetta) \| |
| Arbitro:                                     | Morgana (Caltanissetta) |       |                 |                                                                |

| Sambiase 23 ottobre 1988 7ª giornata | Sambiase         | 0 – 0 | Savoia | Stadio Guido D'Ippolito\| Arbitro: \| Sebastio (Lecce) \| |
| Arbitro:                             | Sebastio (Lecce) |       |        |                                                           |

| Torre Annunziata 30 ottobre 1988 8ª giornata | Savoia            | 1 – 1 | Siderno | Stadio Alfredo Giraud\| Arbitro: \| Vanni (Viareggio) \| |
| Arbitro:                                     | Vanni (Viareggio) |       |         |                                                          |

| Eboli 6 novembre 1988 9ª giornata | Ebolitana        | 1 – 1 | Savoia | Stadio Massaioli\| Arbitro: \| Mazzuoli (Prato) \| |
| Arbitro:                          | Mazzuoli (Prato) |       |        |                                                    |

| Torre Annunziata 13 novembre 1988 10ª giornata | Savoia          | 1 – 0 | Paganese | Stadio Alfredo Giraud\| Arbitro: \| Gori (Grosseto) \| |
| Arbitro:                                       | Gori (Grosseto) |       |          |                                                        |

| Castellammare di Stabia 20 novembre 1988 11ª giornata | AC Stabia         | 1 – 1 | Savoia | Stadio Romeo Menti\| Arbitro: \| Marano (Acireale) \| |
| Arbitro:                                              | Marano (Acireale) |       |        |                                                       |

| Boscotrecase 27 novembre 1988 12ª giornata | Savoia           | 2 – 0 | Acerrana | Stadio Comunale\| Arbitro: \| Cecati (Perugia) \| |
| Arbitro:                                   | Cecati (Perugia) |       |          |                                                   |

| Ercolano 4 dicembre 1988 13ª giornata | Savoia              | 0 – 1 | Angri | Stadio Raffaele Solaro\| Arbitro: \| Di Filippo (Chieti) \| |
| Arbitro:                              | Di Filippo (Chieti) |       |       |                                                             |

| Palma Campania 11 dicembre 1988 14ª giornata | Palmese            | 1 – 1 | Savoia | Stadio Comunale\| Arbitro: \| Bignozzi (Ferrara) \| |
| Arbitro:                                     | Bignozzi (Ferrara) |       |        |                                                     |

| Boscotrecase 18 dicembre 1988 15ª giornata | Savoia                       | 3 – 1 | Forio | Stadio Comunale\| Arbitro: \| Giacinto Franceschini (Bari) \| |
| Arbitro:                                   | Giacinto Franceschini (Bari) |       |       |                                                               |

| Locri 1º gennaio 1989 16ª giornata | Locri             | 1 – 0 | Savoia | Stadio comunale Città di Locri\| Arbitro: \| Ferlito (Catania) \| |
| Arbitro:                           | Ferlito (Catania) |       |        |                                                                   |

| Boscotrecase 8 gennaio 1989 17ª giornata | Savoia           | 1 – 0 | Sarnese | Stadio Comunale\| Arbitro: \| Paola (Rovereto) \| |
| Arbitro:                                 | Paola (Rovereto) |       |         |                                                   |

#### Girone di ritorno
| Portici 15 gennaio 1989 18ª giornata | Portici          | 1 – 0 | Savoia | Stadio San Ciro\| Arbitro: \| Paola (Rovereto) \| |
| Arbitro:                             | Paola (Rovereto) |       |        |                                                   |

| Boscotrecase 22 gennaio 1989 19ª giornata | Savoia              | 1 – 0 | Adelaide Nicastro | Stadio Comunale\| Arbitro: \| Ferrari (La Spezia) \| |
| Arbitro:                                  | Ferrari (La Spezia) |       |                   |                                                      |

| Boscotrecase 29 gennaio 1989 20ª giornata | Savoia          | 1 – 0 | Valdiano 85 | Stadio Comunale\| Arbitro: \| Costa (Treviso) \| |
| Arbitro:                                  | Costa (Treviso) |       |             |                                                  |

| Chiaravalle Centrale 5 febbraio 1989 21ª giornata | Chiaravalle     | 1 – 0 | Savoia | \| Arbitro: \| Rizzo (Catania) \| |
| Arbitro:                                          | Rizzo (Catania) |       |        |                                   |

| Boscotrecase 12 febbraio 1989 22ª giornata | Savoia          | 3 – 1 | Solofra | Stadio Comunale\| Arbitro: \| Ghionda (Lecce) \| |
| Arbitro:                                   | Ghionda (Lecce) |       |         |                                                  |

| Rosarno 19 febbraio 1989 23ª giornata | Nuova Rosarnese   | 1 – 1 | Savoia | Stadio Giovanni Paolo II\| Arbitro: \| Rigutto (Maniago) \| |
| Arbitro:                              | Rigutto (Maniago) |       |        |                                                             |

| Boscotrecase 27 febbraio 1989 24ª giornata | Savoia           | 0 – 0 | Sambiase | Stadio Comunale\| Arbitro: \| Reginaldi (Roma) \| |
| Arbitro:                                   | Reginaldi (Roma) |       |          |                                                   |

| Siderno 5 marzo 1989 25ª giornata | Siderno           | 0 – 0 | Savoia | Stadio Filippo Raciti\| Arbitro: \| Visarò (Conselve) \| |
| Arbitro:                          | Visarò (Conselve) |       |        |                                                          |

| Boscotrecase 12 marzo 1989 26ª giornata | Savoia            | 0 – 1 | Ebolitana | Stadio Comunale\| Arbitro: \| Di Michele (Bari) \| |
| Arbitro:                                | Di Michele (Bari) |       |           |                                                    |

| Pagani 19 marzo 1989 27ª giornata | Paganese       | 1 – 1 | Savoia | Stadio Marcello Torre\| Arbitro: \| Sorte (Milano) \| |
| Arbitro:                          | Sorte (Milano) |       |        |                                                       |

| Boscotrecase 2 aprile 1989 28ª giornata | Savoia           | 0 – 0 | AC Stabia | Stadio Comunale\| Arbitro: \| Contu (Carbonia) \| |
| Arbitro:                                | Contu (Carbonia) |       |           |                                                   |

| Acerra 9 aprile 1989 29ª giornata | Acerrana            | 2 – 0 | Savoia | Stadio Comunale\| Arbitro: \| Casalucci (Bologna) \| |
| Arbitro:                          | Casalucci (Bologna) |       |        |                                                      |

| Angri 16 aprile 1989 30ª giornata | Angri           | 2 – 0 | Savoia | Stadio Pasquale Novi\| Arbitro: \| Pugina (Rovigo) \| |
| Arbitro:                          | Pugina (Rovigo) |       |        |                                                       |

| Boscotrecase 30 aprile 1989 31ª giornata | Savoia             | 1 – 0 | Palmese | Stadio Comunale\| Arbitro: \| Stevanato (Mestre) \| |
| Arbitro:                                 | Stevanato (Mestre) |       |         |                                                     |

| Forio 7 maggio 1989 32ª giornata | Forio                 | 0 – 2 | Savoia | \| Arbitro: \| Rocalbuto (Agrigento) \| |
| Arbitro:                         | Rocalbuto (Agrigento) |       |        |                                         |

| Boscotrecase 14 maggio 1989 33ª giornata | Savoia          | 1 – 0 | Locri | Stadio Comunale\| Arbitro: \| Vasquez (Lecce) \| |
| Arbitro:                                 | Vasquez (Lecce) |       |       |                                                  |

| Sarno 21 maggio 1989 34ª giornata | Sarnese            | 0 – 0 | Savoia | Stadio Felice Squitieri\| Arbitro: \| Daneluzzi (Latina) \| |
| Arbitro:                          | Daneluzzi (Latina) |       |        |                                                             |

### Coppa Italia Dilettanti

#### Primo turno
| 1988 1ª giornata | Savoia | 1 – 1 | Portici |  |

| 1988 2ª giornata | Portici | 5 – 1 | Savoia |  |

| 1988 3ª giornata | Savoia | 0 – 3 | Vis Sezze |  |

| 1988 4ª giornata | Vis Sezze | 0 – 0 | Savoia |  |

## Statistiche
Aggiornate al 21 maggio 1989.

### Statistiche di squadra
| Competizione              | Punti | In casa | In casa | In casa | In casa | In casa | In casa | In trasferta | In trasferta | In trasferta | In trasferta | In trasferta | In trasferta | Totale | Totale | Totale | Totale | Totale | Totale | DR  |
| Competizione              | Punti | G       | V       | N       | P       | Gf      | Gs      | G            | V            | N            | P            | Gf           | Gs           | G      | V      | N      | P      | Gf     | Gs     | DR  |
| ------------------------- | ----- | ------- | ------- | ------- | ------- | ------- | ------- | ------------ | ------------ | ------------ | ------------ | ------------ | ------------ | ------ | ------ | ------ | ------ | ------ | ------ | --- |
| Campionato Interregionale | 32    | 17      | 9       | 5       | 3       | 16      | 7       | 17           | 1            | 7            | 9            | 8            | 20           | 34     | 10     | 12     | 12     | 24     | 27     | -3  |
| Coppa Italia Dilettanti   | 7     | 2       | 0       | 1       | 1       | 1       | 4       | 2            | 0            | 1            | 1            | 1            | 5            | 4      | 0      | 2      | 2      | 2      | 9      | -7  |
| Totale                    | 39    | 19      | 9       | 6       | 4       | 17      | 11      | 19           | 1            | 8            | 10           | 9            | 25           | 38     | 10     | 14     | 14     | 26     | 36     | -10 |

### Andamento in campionato
| Giornata  | 1  | 2  | 3  | 4 | 5 | 6 | 7 | 8 | 9 | 10 | 11 | 12 | 13 | 14 | 15 | 16 | 17 | 18 | 19 | 20 | 21 | 22 | 23 | 24 | 25 | 26 | 27 | 28 | 29 | 30 | 31 | 32 | 33 | 34 |
| --------- | -- | -- | -- | - | - | - | - | - | - | -- | -- | -- | -- | -- | -- | -- | -- | -- | -- | -- | -- | -- | -- | -- | -- | -- | -- | -- | -- | -- | -- | -- | -- | -- |
| Luogo     | C  | T  | T  | C | T | C | T | C | T | C  | T  | C  | C  | T  | C  | T  | C  | T  | C  | C  | T  | C  | T  | C  | T  | C  | T  | C  | T  | T  | C  | T  | C  | T  |
| Risultato | P  | P  | P  | N | P | N | P | N | N | V  | N  | V  | P  | N  | V  | P  | V  | P  | V  | V  | P  | V  | N  | N  | N  | P  | N  | N  | P  | P  | V  | V  | V  | N  |
| Posizione | 18 | 18 | 18 |   |   |   |   |   |   |    |    |    |    |    |    |    |    |    |    |    |    |    |    |    |    |    |    |    |    |    |    |    |    | 12 |

Fonte: Calvelli, Lucibelli, Schettino, pag. da 509 a 513
Legenda:

Luogo: C = Casa; T = Trasferta. Risultato: V = Vittoria; N = Pareggio; P = Sconfitta.

### Statistiche dei giocatori
| Giocatore    | Serie D  | Serie D | Coppa Italia Dilettanti | Coppa Italia Dilettanti | Totale   | Totale |
| Giocatore    | Presenze | Reti    | Presenze                | Reti                    | Presenze | Reti   |
| ------------ | -------- | ------- | ----------------------- | ----------------------- | -------- | ------ |
| Amoruso      | 3        | 0       | ?                       | ?                       | 3+       | 0+     |
| A. Barbera   | 17       | 1       | ?                       | ?                       | 17+      | 1+     |
| G. Caccavale | 25       | 0       | ?                       | ?                       | 25+      | 0+     |
| Cardamuro    | 17       | 1       | ?                       | ?                       | 17+      | 1+     |
| F. Castaldi  | 18       | 2       | ?                       | ?                       | 18+      | 2+     |
| De Luca      | 1        | 0       | ?                       | ?                       | 1+       | 0+     |
| F. De Vita   | 3        | 0       | ?                       | ?                       | 3+       | 0+     |
| V. Di Muro   | 33       | -26     | ?                       | ?                       | 33+      | -26+   |
| F. Esposito  | 29       | 2       | ?                       | ?                       | 29+      | 2+     |
| F. Fedele    | 2        | 0       | ?                       | ?                       | 2+       | 0+     |
| Franzese     | 3        | 0       | ?                       | ?                       | 3+       | 0+     |
| Gaito        | 31       | 0       | ?                       | ?                       | 31+      | 0+     |
| Gargiulo     | 3        | 0       | ?                       | ?                       | 3+       | 0+     |
| Grimaldi     | 4        | 0       | ?                       | ?                       | 4+       | 0+     |
| Leone        | 31       | 4       | ?                       | ?                       | 31+      | 4+     |
| Malafronte   | 1        | 0       | ?                       | ?                       | 1+       | 0+     |
| A. Marasco   | 33       | 2       | ?                       | ?                       | 33+      | 2+     |
| O. Melfi     | 28       | 9       | ?                       | ?                       | 28+      | 9+     |
| G. Micillo   | 19       | 0       | ?                       | ?                       | 19+      | 0+     |
| Mignogni     | 1        | 0       | ?                       | ?                       | 1+       | 0+     |
| A. Milillo   | 24       | 1       | ?                       | ?                       | 24+      | 1+     |
| Notaro       | 1        | 0       | ?                       | ?                       | 1+       | 0+     |
| Pezzullo     | 1        | 0       | ?                       | ?                       | 1+       | 0+     |
| Ruggiero     | 23       | 2       | ?                       | ?                       | 23+      | 2+     |
| I. Russo     | 32       | 0       | ?                       | ?                       | 32+      | 0+     |
| Saviano      | 1        | 0       | ?                       | ?                       | 1+       | 0+     |
| D. Toledo    | 33       | 0       | ?                       | ?                       | 33+      | 0+     |